# Onthophagus humpatensis
Onthophagus humpatensis är en skalbaggsart som beskrevs av Lansberge 1886. Onthophagus humpatensis ingår i släktet Onthophagus och familjen bladhorningar. Inga underarter finns listade i Catalogue of Life.